# Paavo Kostioja

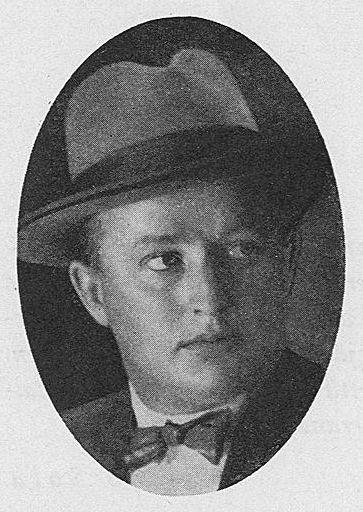
Paavo (Costiander) Kostioja, bild från början av 1930-talet.

Paavo Kostioja, ursprungligen Costiander, född 27 januari 1891 i Nurmijärvi, död 31 juli 1943 i Helsingfors, var en finländsk operasångare och skådespelare. Han var gift med sångerskan Olga Eugenie von Thillot Thierfelder åren 1918–1926.
Kostioja var son till handlanden Paavo Costiander och Ida Maria Tilander. Kostioja studerade vid Helsingfors lyceum och därefter vid Helsingfors musikinstitut samt gjorde studieresor till Berlin 1922 och 1932. Kostioja var därefter verksam som sångare vid Finlands nationalopera, där han från 1931 även var regissör.

## Filmografi[3]
- Suvinen satu, 1925
- Murtovarkaus, 1926
- Nuori luotsi, 1928
- Tukkijoella, 1928
- Kahden tanssin välillä, 1930
- Kajastus, 1930
- Olenko minä tullut haaremiin!, 1932
- Laivan kannella, 1938
- Elinan surma, 1938
- Ulkosaarelaiset, 1938
- Aktivister, 1939
- Punahousut, 1939
- Eulalia-täti, 1940
- Rantasuon raatajat, 1942
- Varuskunnan 'pikku' morsian, 1943